# Chouchou (film)
Chouchou è un film del 2003 diretto da Merzak Allouache.

## Trama
Chouchou, un giovane omosessuale che ama vestirsi da donna, scappa dal suo paese d'origine e si rifugia a Parigi. Gli dà ospitalità padre Lèon, un sacerdote cattolico che, per aiutarlo, lo invita a lavorare come tuttofare da una psicoterapeuta.
Una volta trovata una sistemazione, Chouchou rincontra alcuni amici e, lentamente, si costruisce una nuova vita e incontra l'amore.